# Zaida Fernández
Zaida Fernández Pérez (Bilbao, 1984) es una socióloga que ha investigado y dinamizado proyectos dirigidos a la visibilización de las huellas feministas y de mujeres en distintos municipios vascos. 

## Trayectoria
Zaida Fernández nació en Bilbao en 1984, es socióloga, investigadora social y máster en estudios feministas y de género por la Universidad Pública del País Vasco, desde 2015 es dinamizadora de Andretxea en Éibar. Militante feminista en la Asamblea de Mujeres de Ermua, participa como alumna y profesora de diferentes Escuelas de Empoderamiento. 
Durante varios años ha estado investigando sobre el concepto "huellas feministas y de mujeres" y llevando a cabo diferentes proyectos para visibilizar las 'huellas' de las mujeres en las poblaciones de Éibar, Ermua, Basauri, Ondarroa y Rentería con los matices derivados de la realidad social y económica de cada una de ellas. En ellos, partiendo de importancia y necesidad de rescatar las aportaciones que las mujeres y el feminismo han realizado a nuestros pueblos y ciudades, se utilizan diversos procesos de recuperación de la memoria colectiva de las mujeres en lo local, realizados en clave participativa. En 2020 ha participado en la publicación del área de Igualdad y Andretxea sobre las aportaciones de las mujeres en la industria de Éibar.

## Publicaciones

### Mapas de huellas
- Mapa de las huellas de mujeres de Basauri.[4][5][6]
- La Rentería industrial contada por mujeres.[7][8][9]
- Mapa de huellas y feminismo de Ermua.[10][11]
- Mapa de huellas de Ondarroa.[12][13]
- Mapa de las huellas de las mujer en la industrialización de Éibar.[14][15]

### Otras publicaciones
- Coautora en "Sin las mujeres, Eibar no sería lo que es. Huellas de las mujeres en el proceso de industrialización de Eibar".[16]
- Colaboradora en "Educación, Memoria e Historia"[17]